# Marguerite Cavadaski
Marguerite Cavadaski (Parijs, 2 januari 1906 - Lausanne, 13 augustus 1972) was een Zwitserse actrice.

## Biografie

### Afkomst en opleiding
Marguerite Cavadaski was een dochter van François Cavadaski, die juwelier was, en van Emilie Manciet. In 1940 trouwde ze met Georges Balsiger, die dierenarts was. Ze volgde een opleiding tot comédienne bij Jacques Copeau.

### Carrière
Cavadaski debuteerde bij de Copiaux en speelde later bij de Compagnie des Quinze, die in Genève Les Lanceurs de graines van Jean Giono voor het eerst opvoerde in 1932. In Parijs speelde ze bij Charles Dullin, Gaston Baty en Louis Jouvet. In 1934 vestigde ze zich in Lausanne, waar ze in het Théâtre du Jorat de meeste werken van René Morax opvoerde. Ze speelde ook de rollen van Salomé in La Terre et l'Eau in 1933 en Catherine in La Servante d'Evolène in 1937 en 1939. Van 1940 tot 1955 was ze hoofdcomédienne in het Théâtre du Château in Lausanne. Vervolgens speelde ze in het Centre dramatique romand, waar ze onder meer speelde in La visite de la vieille dame de Dürrenmatt (1961). Voor die rol werd ze onderscheiden met de Hans-Reinhart-Ring.

## Onderscheidingen
- Hans-Reinhart-Ring (1961)

## Werken
- (fr)  Le Comédien, 1972.

- Bibliothèque nationale de France: cb16996705h (data)
- Gemeinsame Normdatei: 1080212671
- Historisch woordenboek van Zwitserland: 009457
- International Standard Name Identifier: 0000 0004 5299 8394
- Theaterlexikon der Schweiz: Marguerite_Cavadaski
- Virtual International Authority File: 16144782700304518919